# Center for videregående uddannelse
Center for videregående uddannelse (forkortet CVU) var en institutionsform, som blev indført i 2000 gennem en lov, fremsat den 2. februar 2000 af daværende undervisningsminister Margrethe Vestager.
CVU'erne opstod ved at sammenlægge eksisterende uddannelsesinstitutioner under MVU til nye selvejende instituitioner med fælles personale, ledelse og budget. 
Sammenlægningerne blev foretaget for at styrke de mellemlange professionsbacheloruddannelser, samt for at samle uddannelsesmiljøerne udenfor de store universitetsbyer. For at blive godkendt som CVU, krævedes en godkendelse hos Undervisningsministeriet. Mange af CVU'erne fik status af professionshøjskole (university college) i henhold til EU's akkrediteringsprocedure.
Folketinget vedtog i juli 2007 en lov om professionshøjskoler. Undervisningsministeren har i henhold til § 50 i loven om professionshøjskolen oprettet otte professionshøjskoler, som blev etableret i januar 2008. De eksisterende CVU'er blev opløst og integreret i professionshøjskolerne.